# Lasse Harkjær
Lasse Harkjær (født 11. november 1958) er en dansk officer, oberst, kammerherre, og 2021-2024 ceremonimester ved hoffet.

## Karriere
Harkjær indledte sin militære karriere i 1977 som værnepligtig og blev dernæst optaget på Hærens Officersskole i 1979. Han gjorde tjeneste på Bornholm ved den lette kampvognseskadron, var udsendt til FNs mission på Cypern i 1986, gennemgik generalstabskursus i 1990 og 1991, var sagsbehandler i Forsvarskommandoen og Forsvarsministeriet.
1997 til 1999 Bataljonschef ved 1. Livgardebataljon og derefter næstkommanderende ved Den Kongelige Livgarde. Herefter sektionschef i Forsvarskommandoen og i 2002 var han den første danske chef for den danske styrke i Afghanistan, der er en del af den NATO-ledede styrke ISAF 1 (International Security Assistance Force). I 2004 chef for 3. Jyske Brigade og oprettede med staben herfra Danish Advisory and Training Staff – DATS – i Riga i 2005.
Fra 2005 til 2013 var han chef for Den Kongelige Livgarde og Københavns kommandant. I 2006 udnævnt til kammerherre.
Han har også bidraget med militærhistoriske skrifter, bl.a. bogen Garderhøjfortet: Et fort i Københavns Befæstning (Garderhøjfonden 2000, ISBN 87-988034-0-9).

## Ordener og medaljer
- Kommandør af 1. grad af Dannebrogordenen (1. januar 2017)
- Kommandør af Dannebrogordenen
- Erindringsmedaillen i anledning af Hendes Majestæt Dronningens 80 års fødselsdag (2020)
- Erindringsmedaillen i anledning af Hendes Majestæt Dronning Margrethes og Hans Kongelige Højhed Prins Henriks guldbryllup (2017)
- Erindringsmedaillen i anledning af Hendes Majestæt Dronningens 75 års fødselsdag (2015)
- Erindringsmedaillen i anledning af Hendes Majestæt Dronningens 40 års regeringsjubilæum (2012)
- Erindringsmedaillen i anledning af Hendes Majestæt Dronningens 70 års fødselsdag (2010)
- Dronning Ingrids Mindemedalje (2001)
- Hæderstegnet for god tjeneste ved Hæren (25 år)
- Hjemmeværnets Fortjensttegn
- Forsvarets Medalje for Fortjenstfuld Indsats
- Forsvarets Medalje for International Tjeneste 1948-2009
- Hæderstegnet for god tjeneste i redningsberedskabet
- Reserveofficersforeningen i Danmarks hæderstegn (2017)
- Fredsprismedaljen
- The Nordic Blue Berets Medal of Honour (sølv)
- Nationale Fortjenstorden 3. Kl. (Frankrig)
- Aztekiske Ørns Orden 4. Kl. (Mexico)
- Kroneorden 2. Kl. (Belgien)
- Falkeordenen 2. Kl. (Island)
- Oranie-Nassau Orden 2. Kl. (Holland)
- Fortjenstorden 2. Kl. (Norge)
- Hvide Roses Orden 2. Kl. (Finland)
- Phønix Ordenen 2. Kl. (Grækenland)
- Sydkorsordenen 3. Kl. (Brasilien)
- Nordstjerneordenen 2. Kl. (Sverige)
- Nacionālie bruņotie spēki medalje (Letland)
- H. Fortjenstmedalje (Estland)
- Forsvars Fortjenstmedalje (Litauen)
- Forenede Nationers Medalje (7)
- Forbund til Legemsopdragelse Mindemedalje (Holland)
- Forbund til Legemsopdragelse Fortjenstkors (Holland)